# Klonoa: Empire of Dreams
Klonoa: Empire of Dreams (яп. 風のクロノア 夢見る帝国, Kaze no Kuronoa Yumemiru Teikoku, англ. Klonoa of the Wind: Dreaming Empire) — видеоигра в жанре платформера, разработанная и выпущенная компанией Namco для Game Boy Advance, в Японии и Северной Америке в 2001 году, а в Европе в следующем году. Игра также была выпущена на виртуальную консоль Wii, в мае 2014 года. События происходят между играми Klonoa: Door to Phantomile и Klonoa 2: Lunatea’s Veil.

## Сюжет
«Клоноа: Империя Грёз» повествует о приключениях Клоноа после того, как он однажды просыпается утром, оказавшись таинственным образом в Империи Джиллиуса. Члены королевской гвардии без причины тащут его к императору.
Император Джиллиус сообщает Клоноа, что он нарушил священный закон его королевства сновидений, который он рассматривает как никчёмные усилия и пустаю трату времени.
Сам император страдает от бессонницы. Он издал указ, что если он не может спать, то никто не может.
Вместо того, чтобы наказать Клоноа напрямую, он предлагает ему испытание: победить четырёх великих монстров, которые наносят ущерб земле.
К нему присоединился его друг — Хьюпей. У Клоноа нет выбора, кроме как путешествовать по окружающим землям и сражаться с монстрами, живущими там, в надежде заработать свою свободу и наконец вернуть мир в королевство.
По мере того как Клоноа и Хьюпей побеждают монстров, они заподозревают, что кто-то использует сны людей для достижения своих целей, поскольку монстры — на самом деле преобразованные версии различных жителей из каждого региона (в том числе и Чиппл).
Как только две фигуры оказываютя в императорском замке, Клоноа и Хьюпей вовлекают Джиллиуса в битву и победждают его.
Потом выясняется, что министр Джиллиуса, Багу, стоял за всем этим. Багу, превратившись в Короля Отчаяния, объясняет, что через Джиллиуса он организовал план для создания его собственного королевства украденных снов, даже если бы все жители империи превратились в монстров.
Клоноа и Хьюпею удается уничтожить его, и Джиллиус впоследствии, умирает в руках Клоноа.
Все это оказывается сном, который снился Джиллиусу, и он решает вернуть своим людям их сны. Таким образом он переименовывает своё королевство в Империю Грёз.

## Геймплей

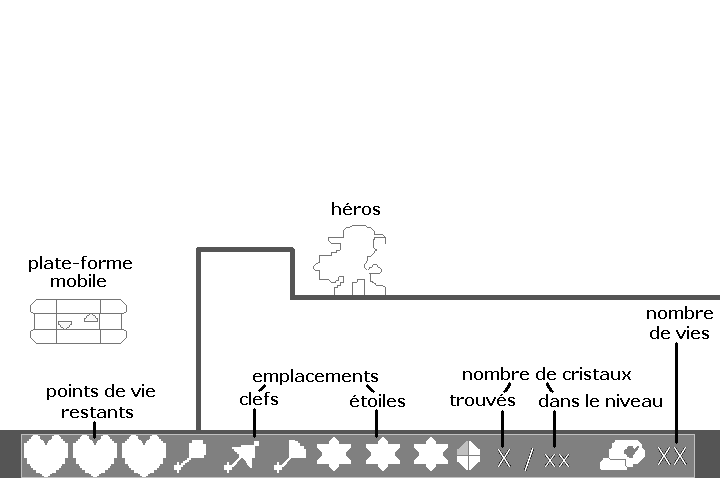
Промо арт одного из уровней игры

Klonoa: Империя Грёз 2D — сайд-скроллер с перемещением влево и вправо. Для атаки на врагов используется специальное кольцо, которое может захватить врага в пузырь.
Клоноа может бросить врага вперед, кинуть его в другого врага, или совершить двойной прыжок, позволив ему добраться до мест, которое ему недоступны.
Помимо врагов, Клоноа также может подобрать большие квадратные блоки и разместить их там, где игрок выберет.
Удерживая кнопку прыжка после того, как Клоноа оторвался от земли, он машет ушами и может парить в воздухе на короткое время, что увеличивает высоту прыжков.
Уровень заканчивается, когда Клоноа находит выход к следующему этапу после сбора трёх звезд на уровне. Другие предметы, как кристаллы и сердца могут быть собраны. Предметы, напоминающие шляпу Клоноа также скрыты на уровне. Сердца увеличивают здоровье Клоноа.

## Персонажи
Игроки берут на себя управление Клоноа — длинноухого героя истории, который просыпается однажды утром в странном мире, в котором происходит эта игра.
Используя его верное подобное кольцу оружие, Пулю Ветра, он решил избавить мир от пяти великих монстров, которые доставляют неприятности, а также обнаруживать тайну к тому, почему он прибыл сюда. К нему присоединяется его друг Хьюпей — существо, которое напоминает синюю сферу руками и глазами, кто также используется как источник энергии для Кольца Ветра.
Антагонист, император Джиллиус, являлся некогда доброжелательным правителем своего королевства, пока хроническая бессонница не заставила его становиться чрезвычайно раздражительным и запретить все сны в его королевстве. Его всегда сопровождает помощник и министр — Багу.
Во время игры игроки должны победить четырёх монстров, которые на самом деле являются гражданами королевства, превращёнными странным туманом. Это боксёр по имени Чиппл, сопрано Музика, шеф-повар Чирин и доктор по имени Медим.,

## Разработка
«Klonoa: Empire of Dreams» была разработана совместно Namco и Now Production в качестве второго портативного титула в франшизе после 1999 года «Kaze no Klonoa: Moonlight Museum» на WonderSwan и была выпущена Хидо Йошизава, который работал над всеми предыдущими сериями «Клоноа». В отличие от консольных игр, которые были сконцентрированы больше на действиях, Йошизава хотел, чтобы «Империя Грёз» сосредоточилась на головоломках и «чтобы имела ту же аудиторию, но позволить игрокам наслаждаться ею по-другому». Представители из Namco раскрыли первые детали игры в марте 2001 года, заявив, что название сохранит все «общие ходы» Клоноа из серии консолей на переносном устройстве Game Boy Advance от Nintendo. Игра позже появится в 2001 году на Tokyo Game Show в том же месяце, в который была включена ранняя воспроизводимая демонстрация. В мае этого года в 2001 году Electronic Entertainment Expo был выпущен североамериканский англоязычный релиз с первоначальной датой выхода на август этого года. В октябре 2013 года Namco Bandai зарегистрировала торговую марку «Klonoa: Empire of Dreams», намекая на её ремейк, который возможно будет в разработке.

## Критика и отзывы
| Сводный рейтинг    | Сводный рейтинг |
| Агрегатор          | Оценка          |
| ------------------ | --------------- |
| GameRankings       | 83,10 %         |
| Metacritic         | 85 / 100        |
| Иноязычные издания |                 |
| Издание            | Оценка          |
| AllGame            | [ 10 ]          |
| EGM                | 7,83 / 10       |
| Eurogamer          | 9 / 10          |
| Famitsu            | 34 / 40         |
| Game Informer      | 7,5 / 10        |
| GamePro            | [ 15 ]          |
| GameSpot           | 8 / 10          |
| GameSpy            | 89 %            |
| GameZone           | 9 / 10          |
| IGN                | 9 / 10          |
| Nintendo Life      | [ 20 ]          |
| Nintendo Power     | [ 21 ]          |

«Empire of Dreams» получила в основном положительные отзывы критиков, зарабатывая 83,10% и 85 из 100 средних рейтингов от совокупных веб-сайтов обзора GameRankings и Metacritic. После его выпуска в Японии, «Weekly Famitsu» дал игре 34 из 40, от чего игра получила Золотую награду журнала. GameSpot назвал это название «очень респектабельной эмуляцией общего чувства Вселенной Клоноа», но в целом он оказался«менее амбициозным», чем «Klonoa 2» на PlayStation 2. Они также хвалили аудио и визуальное представление игры , В том числе его многоплановые фоны, масштабирование изображения и эффекты вращения, заявляя, что «Несмотря на минимальный уровень фоновой анимации, игра выглядит потрясающе». IGN так же аплодировал графическим возможностям игры, но обнаружил цветовую палитру a Бит, отсутствующий по сравнению с другими названиями в системе. Веб-сайт также предпочитал общий игровой процесс и головоломки, Назвав игру «абсолютно замечательной» и «одной из самых ловко разработанных игровых платформ на Game Boy Advance». Во время своих «Лучших 2001» наград IGN назовет «Empire of Dreams» «Лучший плацдарм «Для Game Boy Advance.
В то время как  Game Informer 'также обнаружил, что визуальные эффекты игры были «острыми и красочными», журнал также почувствовал, что «Империя грёз» недостаточно использует систему, предоставляя «псевдо- 3D «фоновая графика, ставшая символом серии игр, подытоживая, «конечный результат - забавная игра, но не попадает в цель, а также предыдущие усилия».  GamePro 'обратил внимание на «яркие, калейдоскопические уровни», заявив, что «графика и звуки столь же остры, как и у любой другой игры для GBA», в конечном счёте назвав «Empire of Dreams» «простым платформером с достаточным Геймплеем, который заставит вас играть до самого конца ».